# 切爾訥泰什蒂鄉 (布澤烏縣)
45°16′N 26°46′E / 45.267°N 26.767°E
切爾訥泰什蒂鄉（羅馬尼亞語：Comuna Cernătești, Buzău），是羅馬尼亞的鄉份，位於該國東南部，由布澤烏縣負責管轄，面積51平方公里，海拔高度149米，2007年人口3,903，人口密度每平方公里77人。